# Münchwilen AG
| AG ist das Kürzel für den Kanton Aargau in der Schweiz. Es wird verwendet, um Verwechslungen mit anderen Einträgen des Namens Münchwilen zu vermeiden. |

Münchwilen (schweizerdeutsch: ˌmʏnχˈʋilə) ist eine Einwohnergemeinde im Schweizer Kanton Aargau. Sie gehört zum Bezirk Laufenburg und liegt im Zentrum der Region Fricktal, nahe der Grenze zu Deutschland.

## Geographie
Das Dorf liegt etwas mehr als einen Kilometer südöstlich des Rheins auf einer erhöht liegenden Terrasse. Unmittelbar südlich des Dorfzentrums ragen die Joshalde und der Holengraben steil in die Höhe. Beide Hügel werden durch ein tief eingeschnittenes, nach Süden verlaufendes Seitental mit einer Länge von einem Kilometer voneinander getrennt. Am Ende des Tales vereinigen sich die beiden Hügel zur ausgedehnten Hochebene des zum Tafeljura gehörenden Eickerbergs. Nördlich des Dorfzentrums, räumlich getrennt durch die Hauptstrasse, zwei Eisenbahnlinien und die Autobahn, hat die Gemeinde einen Anteil am flachen Sisslerfeld; dort befindet sich eine grosse Industriezone.
Die Fläche des Gemeindegebiets beträgt 246 Hektaren, davon sind 75 Hektaren bewaldet und 83 Hektaren überbaut. Der höchste Punkt liegt auf 504 m ü. M. auf der Hochebene des Eickerbergs, der tiefste auf 300 m ü. M. im Sisslerfeld. Nachbargemeinden sind Sisseln im Norden, Eiken im Osten, Schupfart im Süden, Obermumpf im Südwesten und Stein im Westen.

## Geschichte

Luftbild von Stein (links) und Münchwilen (rechts) aus 3000 m von Walter Mittelholzer (1922)

Einzelne Funde wie die 1963 entdeckten Ruinen eines Gebäudekomplexes lassen darauf schliessen, dass die Gegend um das heutige Dorf bereits von den Römern besiedelt war. Die Anlage besass einen Innenhof und Badeanlagen, möglicherweise handelte es sich um eine Raststätte (mansio) an der Strasse zwischen Vindonissa und Augusta Raurica.
Die erste urkundliche Erwähnung von Munchwille erfolgte 1306 im Habsburger Urbar. Bereits etwa 200 Jahre zuvor soll um die heutige Ursulakapelle eine Einsiedelei von Mönchen des nahe gelegenen Klosters Säckingen entstanden sein. Dies spiegelt sich in der Bedeutung des Dorfnamens wider, die auf Althochdeutsch Munihwilari («Hofsiedlung der Mönche») lautet. Die Habsburger verpfändeten nach dem Waldshuterkrieg von 1468 das gesamte Fricktal an Burgund. Als die Burgunder von den Eidgenossen während der Burgunderkriege vernichtend geschlagen worden waren, kam Münchwilen 1477 wieder unter österreichische Herrschaft.
Nach der Reichsreform des österreichischen Kaisers Maximilian I. im Jahr 1491 gehörte Münchwilen zu Vorderösterreich und lag in der Landschaft Fricktal, einer untergeordneten Verwaltungseinheit der Kameralherrschaft Rheinfelden (ab 1752 im Oberamt Breisgau). Im 17. Jahrhundert gab es kaum längere Friedenszeiten. Der Rappenkrieg, ein Bauernaufstand, dauerte von 1612 bis 1614. Der Dreissigjährige Krieg, der zwischen 1633 und 1638 auch das Fricktal erfasste, warf das Dorf in seiner wirtschaftlichen Entwicklung zurück. Auch während des Pfälzischen Erbfolgekriegs (1688–1697) zogen fremde Truppen durch die Region.
1797 wurde das Fricktal nach dem Frieden von Campo Formio ein französisches Protektorat. Während des Zweiten Koalitionskrieges verlief hier die Frontlinie zwischen den Armeen Frankreichs und Österreichs. Am 20. Februar 1802 wurde Münchwilen eine Gemeinde im Distrikt Frick des Kantons Fricktal, der sich im August der Helvetischen Republik anschloss. Der aus Ettenheim stammende Arzt Sebastian Fahrländer hatte 1798 das Bürgerrecht von Münchwilen erhalten und ernannte sich zum Statthalter dieses kurzlebigen Kantons. Seit dem 19. Februar 1803 gehört die Gemeinde zum Kanton Aargau.
Am 2. August 1875 wurde die Bözberg-Eisenbahn eröffnet, die am 1. August 1892 eröffnete Bahnlinie nach Koblenz zweigt unmittelbar nördlich des Dorfzentrums ab. Doch der Bahnhof befindet sich in der Nachbargemeinde Stein, und so blieb Münchwilen bis zur Mitte des 20. Jahrhunderts ein landwirtschaftlich geprägtes Dorf. Bedingt durch die Ansiedlung von Industriebetrieben im Sisslerfeld verdoppelte sich die Bevölkerungszahl zwischen 1950 und 1980 und blieb dann für die nächsten zwei Jahrzehnte stabil. Zwischen 2000 und 2020 war wiederum ein Anstieg um rund zwei Drittel zu verzeichnen.

## Wappen
Die Blasonierung des Gemeindewappens lautet: «In Blau schreitender Mönch mit Hut, Kutte samt Kapuze, Gürtel und Sandalen (alles braun), in der Rechten auswärts gewendeten weissen Pilgerstab führend; Gesicht, Hände und Füsse sind weiss.» Beim Neubau der Kirche von Eiken im Jahr 1873 wurde auch eine Glasscheibe mit dem Wappen Münchwilens eingesetzt, die in Weiss einen Mönch mit schwarzer Kutte zeigte. Später erschien der Mönch jedoch in einer unvorteilhaften Farbkombination, da das Braun gegen die Farbregeln der Heraldik verstösst. Die vom Staatsarchiv vorgeschlagene Bereinigung lehnte die Gemeindeversammlung 2002 ab.

## Sehenswürdigkeiten

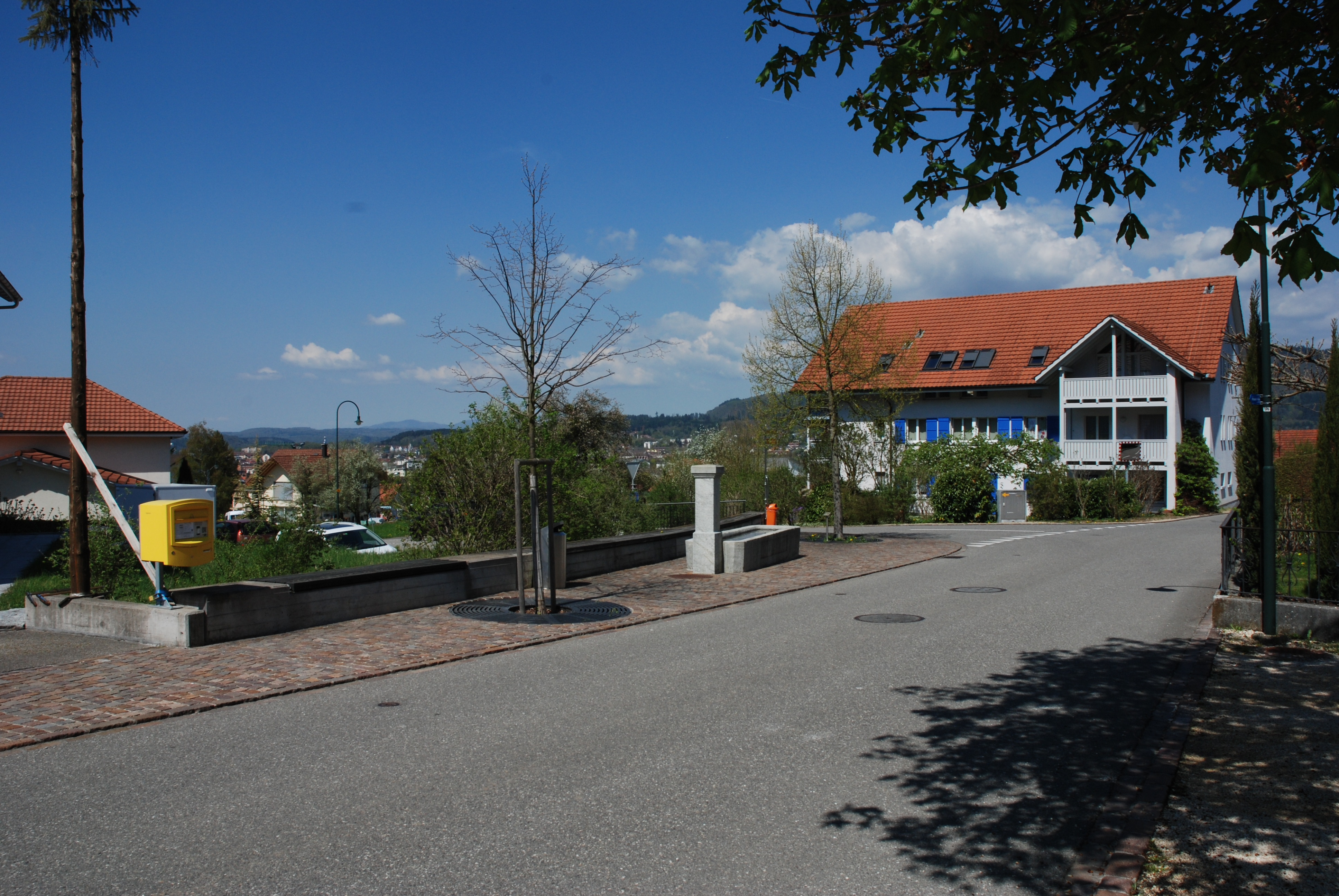
Dorfbrunnen in Münchwilen

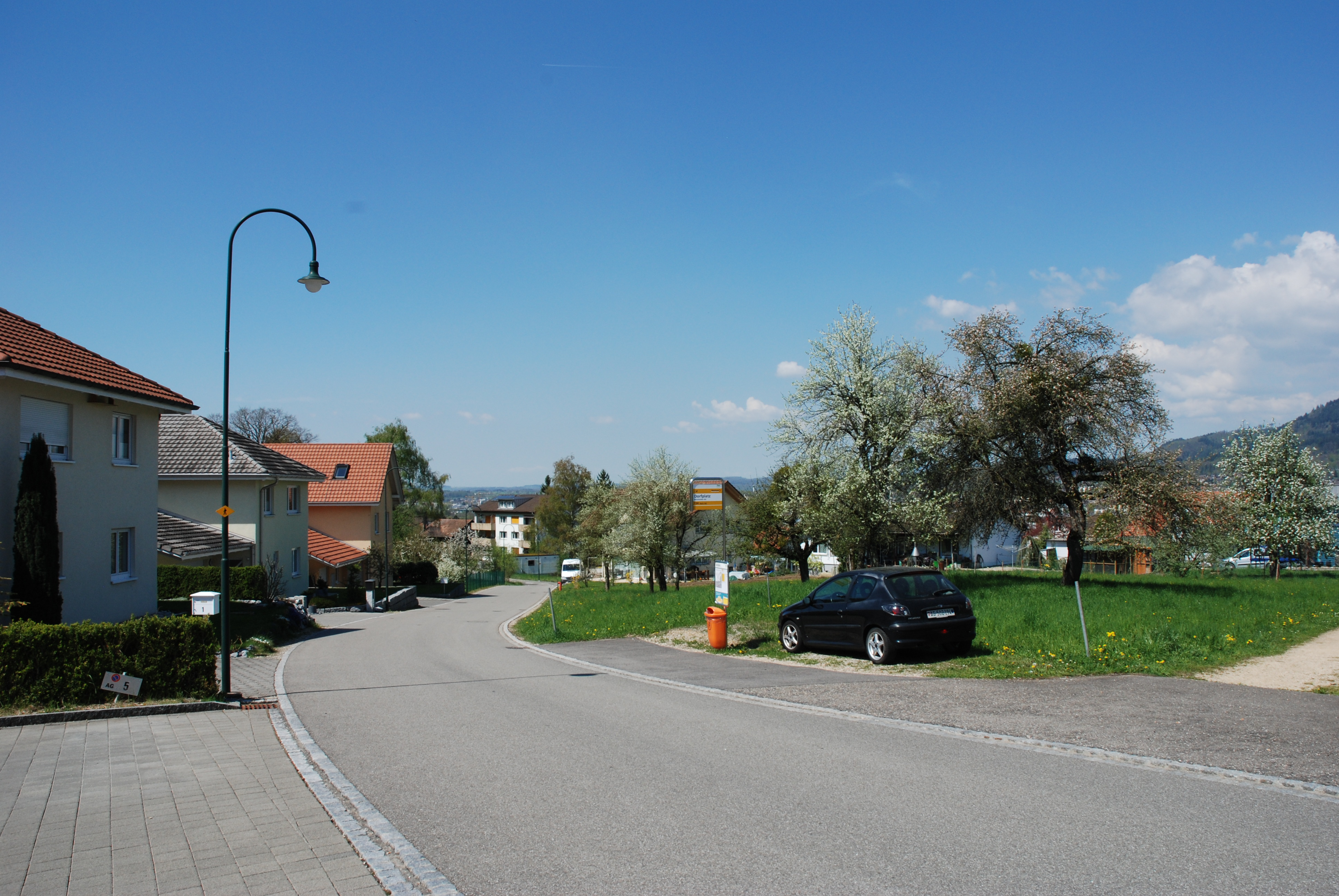
Blick Richtung Stein AG im Westen

## Bevölkerung
Die Einwohnerzahlen entwickelten sich wie folgt:
| Jahr      | 1768 | 1850 | 1900 | 1930 | 1950 | 1960 | 1970 | 1980 | 1990 | 2000 | 2010 | 2020 |
| Einwohner | 105  | 227  | 246  | 268  | 295  | 372  | 461  | 602  | 614  | 587  | 747  | 1007 |

Am 31. Dezember 2023 lebten 1070 Menschen in Münchwilen, der Ausländeranteil betrug 28,8 %. Bei der Volkszählung 2015 bezeichneten sich 41,9 % als römisch-katholisch und 21,6 % als reformiert; 36,5 % waren konfessionslos oder gehörten anderen Glaubensrichtungen an. 97,1 % gaben bei der Volkszählung 2000 Deutsch als ihre Hauptsprache an.

## Politik und Recht
Die Versammlung der Stimmberechtigten, die Gemeindeversammlung, übt die Legislativgewalt aus. Ausführende Behörde ist der fünfköpfige Gemeinderat. Er wird im Majorzverfahren vom Volk gewählt, seine Amtsdauer beträgt vier Jahre. Der Gemeinderat führt und repräsentiert die Gemeinde. Dazu vollzieht er die Beschlüsse der Gemeindeversammlung und die Aufgaben, die ihm vom Kanton zugeteilt wurden. Für Rechtsstreitigkeiten ist in erster Instanz das Bezirksgericht Laufenburg zuständig. Münchwilen gehört zum Friedensrichterkreis X (Mettau).

## Wirtschaft
In Münchwilen gibt es gemäss der im Jahr 2015 erhobenen Statistik der Unternehmensstruktur (STATENT) rund 460 Arbeitsplätze, davon 1 % in der Landwirtschaft, 75 % in der Industrie und 24 % im Dienstleistungssektor. Die ausgedehnte Industriezone mit zahlreichen KMU befindet sich im Sisslerfeld. Zahlreiche Erwerbstätige sind Wegpendler und arbeiten in den grösseren Nachbargemeinden im Fricktal oder in der Agglomeration der Stadt Basel.

## Verkehr
Münchwilen liegt an der Hauptstrasse 3 zwischen Basel und Zürich, wobei das Dorfzentrum nicht direkt vom Durchgangsverkehr tangiert wird. In drei Kilometern Entfernung befindet sich bei Eiken eine Anschlussstelle der Autobahn A3. 

### Öffentlicher Verkehr
Die Anbindung an das Netz des öffentlichen Verkehrs erfolgt durch eine Postautolinie zwischen den Bahnhöfen Frick und Stein-Säckingen.
- 134 Bahnhof Stein-Säckingen – Münchwilen AG – Eiken – Oeschgen – Frick, Bahnhof

## Bildung
Die Gemeinde verfügt über einen Kindergarten und eine Primarschule. Sowohl die Bezirksschule als auch die Sekundarschule und die Realschule können in Frick besucht werden. Die nächstgelegenen Gymnasien befinden sich in Aarau (Alte Kantonsschule und Neue Kantonsschule); aufgrund einer interkantonalen Vereinbarung können Jugendliche aus Teilen des Fricktals das Gymnasium auch in Muttenz (Kanton Basel-Landschaft) oder in Basel absolvieren.